# Баддл, Эдсон
Э́дсон Майкл Баддл (англ. Edson Michael Buddle; 21 мая 1981, Нью-Рошелл, Нью-Йорк, США) — американский футболист, нападающий.

## Биография

### Клубная карьера
В 2000 году Баддл выступал за клуб «Лонг-Айленд Раф Райдерс» в Эй-лиге. Помог команде выиграть северо-восточный дивизион. В 26 матчах забил 11 мячей и отдал 4 результативные передачи. Номинировался на звание новичка года в Эй-лиге.
На супердрафте MLS 2001, состоявшемся 5 февраля 2001 года, Баддл был выбран в третьем раунде под общим 27-м номером клубом «Коламбус Крю». В главной лиге дебютировал 7 апреля 2001 года в матче стартового тура сезона против «Чикаго Файр». 16 мая 2001 года в матче против «Нью-Инглэнд Революшн» забил свой первый гол в MLS. В августе 2002 года Баддл забил четыре мяча и отдал две голевые передачи, за что был назван игроком месяца в MLS. 18 сентября 2004 года в матче против «Метростарз» оформил покер, за что был назван игроком недели в MLS.
28 марта 2006 года Баддл был обменян в «Нью-Йорк Ред Буллз» на Эдди Гейвена и права на Криса Литча. Свой дебют за «Ред Буллз», 2 апреля 2006 года в матче стартового тура сезона против «Ди Си Юнайтед», отметил голом.
22 ноября 2006 года Баддл был обменян в клуб-новичок MLS «Торонто» на Тима Ригана, ранее выбранного на драфте расширения. 7 апреля 2007 года участвовал в дебютном матче канадского клуба, где его соперником был «Чивас США».
13 июня 2007 года Баддл был обменян в «Лос-Анджелес Гэлакси» на Тайрона Маршалла. Забил гол в дебютном матче за «Гэлакси», против «Реал Солт-Лейк» 17 июня 2007 года. 18 мая 2008 года в матче против «Далласа» оформил хет-трик, благодаря чему был назван игроком недели в MLS. 14 июня 2008 года в матче против «Сан-Хосе Эртквейкс» во второй раз в сезоне сделал хет-трик, и снова был выбран игроком недели в MLS. Принимал участие в матче всех звёзд MLS 2008, где звёздам лиги противостоял «Вест Хэм Юнайтед». В первых четырёх матчах «Гэлакси» в сезоне 2010 Баддл забил семь мячей, за что был назван игроком месяца в MLS в апреле 2010 года. Был отобран для участия в матче всех звёзд MLS 2010, но в шоу-матче, где звёздам лиги противостоял «Манчестер Юнайтед», не сыграл, оставшись на скамейке запасных. По итогам сезона 2010, в котором с 17 голами стал вторым лучшим бомбардиром лиги, Баддл был включён в символическую сборную MLS и был признан самым ценным игроком «Лос-Анджелес Гэлакси».
В декабре 2010 года проходил просмотр в клубе английской Премьер-лиги «Бирмингем Сити».
10 января 2011 года Баддл на правах свободного агента перешёл в клуб немецкой Второй Бундеслиги «Ингольштадт 04». За «Шанцер» дебютировал, забив гол, 21 января 2011 года в матче против «Дуйсбурга». 31 января 2012 года контракт Баддла с «Ингольштадтом 04» был расторгнут по взаимному согласию сторон.
В январе 2012 года проходил просмотр в английском «Эвертоне».
1 февраля 2012 года Баддл вернулся в «Лос-Анджелес Гэлакси», перейдя по свободному трансферу.
14 декабря 2012 года Баддл был обменян в «Колорадо Рэпидз» на распределительные средства и пик первого раунда дополнительного драфта MLS 2013. За денверский клуб дебютировал 30 марта 2013 года в матче против «Портленд Тимберс». Свой первый гол за «Рэпидз» забил 4 мая 2013 года в ворота «Торонто». 20 августа 2014 года в матче против «Лос-Анджелес Гэлакси» забил свой 100-й гол в MLS, став лишь восьмым по счёту игроком, кому покорился этот рубеж. По окончании сезона 2014 «Колорадо Рэпидз» не стал продлевать контракт с Баддлом.
6 марта 2015 года Баддл вновь вернулся в «Лос-Анджелес Гэлакси». По окончании сезона 2015 «Лос-Анджелес Гэлакси» не продлил контракт с Баддлом.

### Международная карьера
В составе сборной США до 20 лет Баддл принимал участие в молодёжном чемпионате мира 2001. Забил гол во втором матче группового этапа против сборной Чили до 20 лет 20 июня 2001 года.
За сборную США Баддл дебютировал 29 марта 2003 года в товарищеском матче со сборной Венесуэлы, после чего не призывался в американскую сборную вплоть до 2010 года. Был включён в состав сборной на чемпионат мира 2010. В последнем контрольном матче перед мировым первенством, со сборной Австралии 5 июня 2010 года, забил свои первые голы за сборную США, оформив дубль.

### Тренерская карьера
В октябре 2019 года Баддл был назначен главным тренером клуба Лиги два ЮСЛ «Уэстчестер Флеймз».

### Личные сведения
Баддл был назван в честь Пеле, чьё настоящее имя — Эдсон Арантес до Насименто.

## Достижения
Командные
«Коламбус Крю»
- Победитель регулярного чемпионата MLS: 2004
- Обладатель Открытого кубка США: 2002

«Лос-Анджелес Гэлакси»
- Чемпион MLS (обладатель Кубка MLS): 2012
- Победитель регулярного чемпионата MLS: 2010

Индивидуальные
- Игрок месяца в MLS: август 2002, апрель 2010
- Член символической сборной MLS: 2010
- Участник матча всех звёзд MLS: 2008